# Bafatá (region)

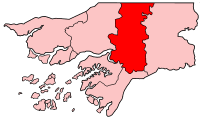
Bafatáregionens läge i Guinea-Bissau.

Bafatá är en av Guinea-Bissaus administrativa regioner, och täcker ett område i den centrala och norra delen av landet. Befolkningen uppgick till 225 516 invånare vid folkräkningen 2009, på en yta av 5 981,1 kvadratkilometer. Den administrativa huvudorten är Bafatá. Regionen gränsar till Senegal i norr. 

## Administrativ indelning
Regionen är indelad i sex sektorer:
- Bafatá
- Bambadinca
- Contuboel
- Cossé
- Gamamudo
- Xitole